# Ecuación modular
En matemáticas, una ecuación modular es una igualdad algebraica satisfecha por módulos. Normalmente se trata de expresiones cuya comprobación constituye un problema cuya demostración debe ajustarse a las reglas de un determinado espacio modular. Es decir, dada una serie de funciones en un espacio modular, una ecuación modular es una relación que se verifica entre ellas, o en otras palabras, es una identidad que se verifica para un conjunto de operadores de módulos. 
El uso más frecuente del término ecuación modular es en relación con los correspondientes problemas de curvas elípticas. En ese caso, el espacio de módulos en sí mismo es de dimensión uno, lo que implica que dado un par cualquiera de funciones racionales F y G en el campo funcional de la curva modular, satisfarán una ecuación modular P(F,G) = 0, siendo P un polinomio distinto de cero de dos variables sobre los números complejos. Para una elección adecuada no degenerada de F y G, la ecuación P(X,Y) = 0 definirá realmente la curva modular. 
Esto puede calificarse diciendo que P, en el peor de los casos, será de alto grado y la curva plana que define tendrá puntos singulares; y los coeficientes de P pueden ser números muy grandes. Además, las "cúspides" del problema de los módulos, que son los puntos de la curva modular que no corresponden a las curvas elípticas normales sino a los casos degenerados, pueden ser difíciles de interpretar sin el conocimiento de P.
En ese sentido, una ecuación modular se convierte en la ecuación de una curva modular. Dichas ecuaciones surgieron por primera vez en la teoría de la multiplicación de funciones elípticas (geométricamente, la variedad  n2  de recubrimiento  de un 2-toro sobre sí mismo, dado por la aplicación x → n·x en el grupo subyacente) expresado en términos de análisis complejo. 